# Allanaspides helonomus
Allanaspides helonomus је животињска врста класе Crustacea која припада реду Anaspidacea. 

## Угроженост
Ова врста се сматра рањивом у погледу угрожености врсте од изумирања.

## Распрострањење
Ареал врсте је ограничен на једну државу. 
Аустралија (тачније Тасманија) је једино познато природно станиште врсте.

## Станиште
Станиште врсте су слатководна подручја. 